# Казе Маркони (Потенца)
Казе Маркони (итал. Case Marconi) је насеље у Италији у округу Потенца, региону Базиликата.
Према процени из 2011. у насељу је живело 38 становника. Насеље се налази на надморској висини од 992 м.